# Thaddäus von Chlapowski
Thaddäus Baron von Chlapowski, polnisch Tadeusz Chłapowski (* 12. Februar 1826 in Turew; † 28. August 1879 ebenda) war ein preußischer Rittergutsbesitzer und Politiker der polnischen Minderheit.

## Leben

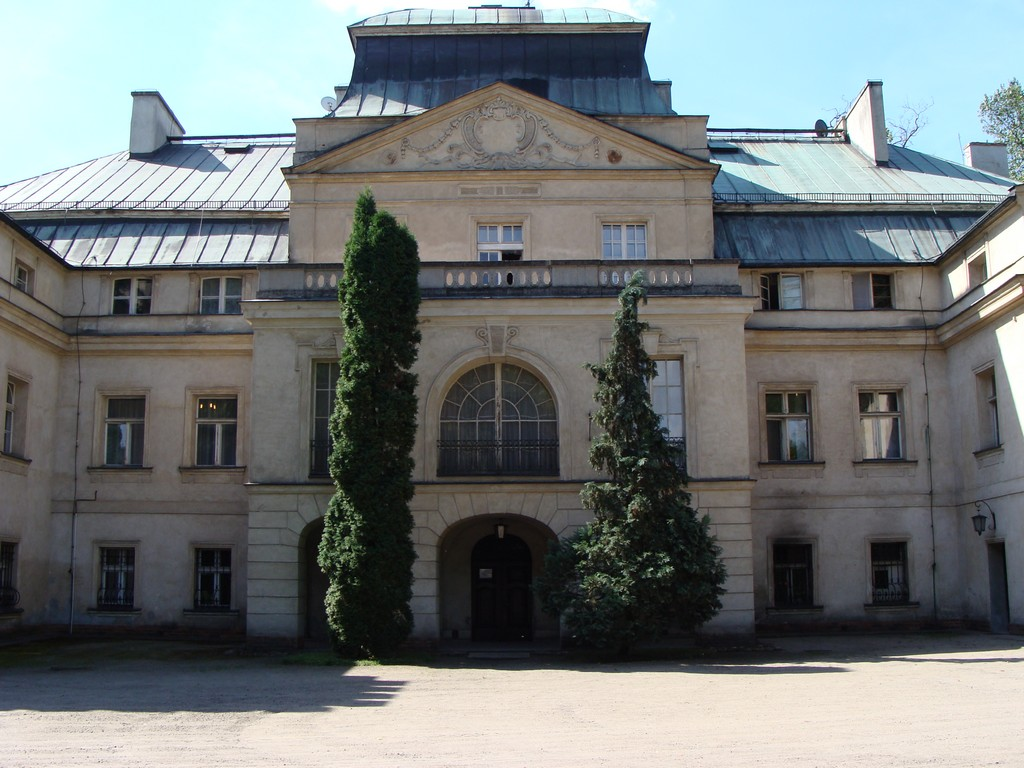
Schloss Turew

Thaddäus von Chlapowski war Rittergutsbesitzer auf Gut Turew im Landkreis Kosten in der preußischen Provinz Posen. 
Er studierte Rechtswissenschaft, war als Gerichtsassessor tätig und übernahm dann die Bewirtschaftung seines Guts.
Von 1859 bis 1867 und von 1870 bis 1873 war er Mitglied des Preußischen Abgeordnetenhauses, von 1859 bis 1873 Abgeordneter im Posener Provinziallandtag. Außerdem war Thaddäus von Chlapowski von 1867 bis 1871 Abgeordneter des Wahlkreises Posen 5 (Kröben) im Reichstag des Norddeutschen Bundes. Hierdurch war er seit 1868 auch Mitglied des Zollparlaments. Er gehörte der Polnischen Fraktion an.